# 전국 TOP 10 가요쇼
《전국 TOP 10 가요쇼》는 SBS를 제외한 대한민국 지역 민영방송사들의 공동 투자로 제작되는 텔레비전 프로그램으로, 현재 청주방송이 제작을 전담하고 있다.

## 개요
<전국 TOP 10 가요쇼>는 본격 성인가요 프로그램으로 CJB(청주방송)를 중심으로 하여 전국 9개 민영방송사(KNN·TBC·KBC·TJB·UBC·CJB·JTV·G1방송·JIBS)가 공동 제작하는 인기 성인가요 프로그램이다. 2004년 CJB(청주방송)을 시작으로 TJB(대전방송)·KBC(광주방송)·TBC(대구방송)·KNN(부산방송)·UBC(울산방송)에 이어 2019년에는 JTV(전주방송)가 새로운 주관 방송사로 발탁되어 2년 간 진행했으며, 2021년 10월부터는 G1방송에서 2년 간 제작했다. 2023년 11월부터는 다시 CJB(청주방송)에서 제작하고 있다.

## 역대 진행자
- 1대: 노현희 (2004년 4월 1일 ~ 2005년)
- 2대: 김범수, 장윤정 (2005년 ~ 2006년)
- 3대: 김범수, 한영 (2006년 ~ 2007년)
- 4대: 김범수, 윤아 (2007년)
- 5대: 김범수 (2007년 ~ 2008년)
- 6대: 김병찬 (2008년)
- 7대: 이정기 (대전방송 아나운서) (2009년)
- 8대: 장윤정 (2009년 ~ 2012년)
- 9대: 윙크 (2012년)
- 10대: (故)허참 (2012년 12월 27일 ~ 2013년)
- 11대: (故)허참, 지원이 (2013년 ~ 2015년 1월 27일)
- 12대: 이봉원, 지원이 (2015년 2월 7일 ~ 2017년 4월 1일)
- 13대: 이봉원, 소유미 (2017년 4월 8일 ~ 2019년 6월 22일)
- 14대: 김병찬 (2019년 7월 13일 ~ 2021년 9월 25일)
- 15대: 박현빈 (2021년 10월 2일 ~ 2023년 10월 28일)
- 16대: 허찬미, 조영구 (2023년 11월 4일 ~ 2025년 1월 11일)[5]
- 17대: 채윤, 조영구 (2024년 12월 28일 ~ 현재)[6]

### 참고 사항
- 김범수와 함께 진행했을 때와 단독으로 진행했을 때를 합하여 총 5 ~ 6년 간 진행한 가수 장윤정이 2012년에 하차하였다.
- 대구방송 제작 시부터 4년 간 진행한 가수 지원이가 2017년 3월 7일 녹화를 끝으로 하차하였다. 가수 지원이 진행 마지막 방송 날짜는 2017년 4월 1일로, 방송 마지막에 가수 지원이를 위한 지원이 스페셜이 방송되었다.
- 가수 지원이의 뒤를 이은 10대 MC는 소명의 딸인 소유미이다. 가수 소유미가 진행하는 전국 TOP10 가요쇼의 첫 방송 날짜는 2017년 4월 8일이었다.
- 부산경남방송 제작 시부터 4년 간 진행한 개그맨 이봉원과 울산방송 제작부터 2년 간 진행한 가수 소유미가 2019년 4월 30일 울산방송 마지막 녹화를 끝으로 하차하였다.
- 전주방송 제작 시부터 다시 단독 진행으로 변경되었으며, 방송인 김병찬이 진행을 맡았다가.[7] G1방송 제작 시부터는 가수 박현빈이 진행을 맡았다.

## 영텐, 핫텐
전국TOP10가요쇼에서는 활약하고 있는 10명의 젊은 트로트 대세들을 영텐이라고 부른다. 영텐은 JTV전주방송이 전국TOP10가요쇼를 제작하기 시작한 후로 처음 구성된 모임이다.
- 2019년 6월 영텐(Young 10) 1기 - 임영웅, 영탁, 진해성, 최현상, 소유찬, 윤수현, 김소유, 한여름, 진달래
- 2020년 6월 영텐(Young 10) 2기 -마이진, 채윤, 강혜연, 박민주, 해수, 안성훈, 이도진, 김중연, 김태욱, 남승민, 주제가〈영텐입니다〉작곡 김정호
- 2024년 핫텐(Hot 10) - 김용빈, 이소나, 채윤, 한강, 천가연, 송자영, 윤준협, 이미리, 정해은, 추혁진, 명지, 김태욱

## 역대 제작사
- 이 프로그램은 민영 방송사들의 공동 투자로 제작되는 프로그램으로, 약 2년 주기로 교대하여 제작한다. (단, 처음 제작했던 CJB 청주방송에서는 4년 간 제작하였다. 괄호 안의 시기는 방송 시기이며 JIBS 제주방송에서만 로테이션 제작 주관을 하지못한 상태다.)
- CJB 청주방송 (2004년 4월 1일 ~ 2008년 4월) / 정기녹화장소 : 충청대학교
- TJB 대전방송 (2008년 5월 ~ 2010년 4월) / 정기녹화장소 : CMB 엑스포 아트홀
- KBC 광주방송 (2010년 4월 ~ 2012년 12월) / 정기녹화장소 : 광주 빛고을 시민문화관, 광주 조선대학교 해오름관, 나주 문화예술회관
- TBC 대구방송 (2012년 12월 27일 ~ 2015년 1월 27일) / 정기녹화장소 : 대구 아양아트센터
- KNN 부산경남방송 (2015년 2월 7일 ~ 2017년 1월 28일) / 정기녹화장소 : 부산 영화의전당 하늘연극장
- UBC 울산방송 (2017년 2월 4일 ~ 2019년 6월 22일) / 정기녹화장소 : 울산 중구 문화의전당 2층(함월홀)
- JTV 전주방송 (2019년 7월 13일 ~ 2021년 9월 25일) / 정기녹화장소 : 군산 예술의전당 대공연장, 익산 예술의전당 대공연장
- G1방송 (2021년 10월 2일 ~ 2023년 10월)
- 2년 주기의 로테이션으로 제작을 이어오다가 20년 만에 다시 첫 제작사인 청주방송으로 돌아갔다.
- CJB 청주방송 (2023년 11월 4일 ~ 현재) / 정기녹화장소 : 청주 CJB미디어센터 에덴아트홀

## 역대 전속 악단
- 조경훈과 친구들 (2004년 4월 1일 ~ 2006년 4월)
- 양희봉 빅 밴드 (2006년 4월 ~ 2008년 3월)
- 김용환 팝스 오케스트라 (2008년 4월 ~ 2015년 1월 27일)
- 하마 (HAMA) 밴드 (2015년 2월 7일 ~ 2016년 4월 16일)
- 신용진 밴드 (2016년 4월 23일 ~ 2017년 1월 28일)
- 이준현과 TOP10 밴드 (2017년 2월 4일 ~ 2022년 12월 10일)
- 약 11개월 동안 악단 없이 진행해오다가 CJB 청주방송 제작으로 변경되면서 다시 악단을 운영하고 있다.
- 차형재 악단 (2023년 11월 4일 ~ 현재)

| 녹화 날짜       | 방송 날짜                                                       | 악기   | 이름           | 악기   | 이름           | 악기        | 이름   | 비고 |
| --------------- | --------------------------------------------------------------- | ------ | -------------- | ------ | -------------- | ----------- | ------ | ---- |
| 2019.06.26.(수) | 2019.07.13.(토) 2019.07.20.(토) 2019.07.27.(토) 2019.08.03.(토) | 베이스 | 이준현(단장)   | 드럼   | 고중원         | 퍼커션      | 류재형 |      |
| 2019.06.26.(수) | 2019.07.13.(토) 2019.07.20.(토) 2019.07.27.(토) 2019.08.03.(토) | 기타   | 서창원, 허남진 | 건반   | 조상원, 윤정로 | 바이올린    | 이성은 |      |
| 2019.06.26.(수) | 2019.07.13.(토) 2019.07.20.(토) 2019.07.27.(토) 2019.08.03.(토) | 트럼펫 | 류관중, 우경서 | 트럼본 | 김일윤         | 테너 색소폰 | 배성일 |      |
| 2019.07.12.(금) | 2019.08.10.(토) 2019.08.17.(토) 2019.08.24.(토)                 | 베이스 | 이준현(단장)   | 드럼   | 고중원         | 퍼커션      | 류재형 |      |
| 2019.07.12.(금) | 2019.08.10.(토) 2019.08.17.(토) 2019.08.24.(토)                 | 기타   | 서창원, 허남진 | 건반   | 조상원, 윤정로 | 바이올린    | 이성은 |      |
| 2019.07.12.(금) | 2019.08.10.(토) 2019.08.17.(토) 2019.08.24.(토)                 | 트럼펫 | 류관중, 우경서 | 트럼본 | 김일윤         | 테너 색소폰 | 배성일 |      |
| 2019.08.18.(일) | 2019.08.31.(토) 2019.09.07.(토) 2019.09.14.(토)                 | 베이스 | 이준현(단장)   | 드럼   | 고중원         | 퍼커션      | 류재형 |      |
| 2019.08.18.(일) | 2019.08.31.(토) 2019.09.07.(토) 2019.09.14.(토)                 | 기타   | 서창원, 허남진 | 건반   | 조상원, 윤정로 | 바이올린    | 이성은 |      |
| 2019.08.18.(일) | 2019.08.31.(토) 2019.09.07.(토) 2019.09.14.(토)                 | 트럼펫 | 류관중, 우경서 | 트럼본 | 김일윤         | 테너 색소폰 | 배성일 |      |
| 2019.08.31.(토) | 2019.09.21.(토) 2019.09.28.(토)                                 | 베이스 | 이준현(단장)   | 드럼   | 임길상         | 퍼커션      | 류재형 |      |
| 2019.08.31.(토) | 2019.09.21.(토) 2019.09.28.(토)                                 | 기타   | 서창원, 허남진 | 건반   | 조상원, 윤정로 | 바이올린    | 권영경 |      |
| 2019.08.31.(토) | 2019.09.21.(토) 2019.09.28.(토)                                 | 트럼펫 | 류관중, 우경서 | 트럼본 | 김일윤         | 테너 색소폰 | 배성일 |      |
| 2019.09.15.(일) | 2019.10.05.(토) 2019.10.12.(토)                                 | 베이스 | 이준현(단장)   | 드럼   | 고중원         | 퍼커션      | 류재형 |      |
| 2019.09.15.(일) | 2019.10.05.(토) 2019.10.12.(토)                                 | 기타   | 서창원, 허남진 | 건반   | 조상원, 윤정로 | 바이올린    | 이성은 |      |
| 2019.09.15.(일) | 2019.10.05.(토) 2019.10.12.(토)                                 | 트럼펫 | 류관중, 우경서 | 트럼본 | 김일윤         | 테너 색소폰 | 배성일 |      |
| 2019.09.19.(목) | 2019.10.19.(토) 2019.10.26.(토) 2019.11.02.(토)                 | 베이스 | 이준현(단장)   | 드럼   | 고중원         | 퍼커션      | 류재형 |      |
| 2019.09.19.(목) | 2019.10.19.(토) 2019.10.26.(토) 2019.11.02.(토)                 | 기타   | 서강철, 허남진 | 건반   | 조상원, 윤정로 | 바이올린    | 이성은 |      |
| 2019.09.19.(목) | 2019.10.19.(토) 2019.10.26.(토) 2019.11.02.(토)                 | 트럼펫 | 류관중, 우경서 | 트럼본 | 김일윤         | 테너 색소폰 | 반상우 |      |
| 2019.10.13.(일) | 2019.11.09.(토)                                                 | 베이스 | 이준현(단장)   | 드럼   | 고중원         | 퍼커션      | 류재형 |      |
| 2019.10.13.(일) | 2019.11.09.(토)                                                 | 기타   | 서창원, 허남진 | 건반   | 조상원, 윤정로 | 바이올린    | 이성은 |      |
| 2019.10.13.(일) | 2019.11.09.(토)                                                 | 트럼펫 | 류관중, 우경서 | 트럼본 | 김일윤         | 테너 색소폰 | 손민   |      |
| 2019.10.18.(금) | 2019.11.16.(토) 2019.11.23.(토)                                 | 베이스 | 이준현(단장)   | 드럼   | 고중원         | 퍼커션      | 류재형 |      |
| 2019.10.18.(금) | 2019.11.16.(토) 2019.11.23.(토)                                 | 기타   | 남기연, 권태원 | 건반   | 조상원, 정광호 | 바이올린    | 이성은 |      |
| 2019.10.18.(금) | 2019.11.16.(토) 2019.11.23.(토)                                 | 트럼펫 | 류관중, 우경서 | 트럼본 | 김일윤         | 테너 색소폰 | 배성일 |      |
| 2019.10.08.(화) | 2019.11.30.(토) 2019.12.07.(토) 2019.12.14.(토)                 | 베이스 | 이준현(단장)   | 드럼   | 임길상         | 퍼커션      | 류재형 |      |
| 2019.10.08.(화) | 2019.11.30.(토) 2019.12.07.(토) 2019.12.14.(토)                 | 기타   | 서창원, 허남진 | 건반   | 조상원, 윤정로 | 바이올린    | 이성은 |      |
| 2019.10.08.(화) | 2019.11.30.(토) 2019.12.07.(토) 2019.12.14.(토)                 | 트럼펫 | 류관중, 우경서 | 트럼본 | 김일윤         | 테너 색소폰 | 배성일 |      |
| 2019.11.13.(수) | 2019.12.21.(토) 2019.12.28.(토)                                 | 베이스 | 이준현(단장)   | 드럼   | 고중원         | 퍼커션      | 류재형 |      |
| 2019.11.13.(수) | 2019.12.21.(토) 2019.12.28.(토)                                 | 기타   | 서창원, 허남진 | 건반   | 조상원, 윤정로 | 바이올린    | 이성은 |      |
| 2019.11.13.(수) | 2019.12.21.(토) 2019.12.28.(토)                                 | 트럼펫 | 류관중, 우경서 | 트럼본 | 차형재         | 테너 색소폰 | 배성일 |      |

| 녹화 날짜       | 방송 날짜                                                                                       | 악기   | 이름           | 악기   | 이름           | 악기        | 이름   | 비고 |
| --------------- | ----------------------------------------------------------------------------------------------- | ------ | -------------- | ------ | -------------- | ----------- | ------ | ---- |
| 2019.11.13.(수) | 2020.01.04.(토) 2020.01.11.(토)                                                                 | 베이스 | 이준현(단장)   | 드럼   | 고중원         | 퍼커션      | 류재형 |      |
| 2019.11.13.(수) | 2020.01.04.(토) 2020.01.11.(토)                                                                 | 기타   | 서창원, 허남진 | 건반   | 조상원, 윤정로 | 바이올린    | 이성은 |      |
| 2019.11.13.(수) | 2020.01.04.(토) 2020.01.11.(토)                                                                 | 트럼펫 | 류관중, 우경서 | 트럼본 | 차형재         | 테너 색소폰 | 배성일 |      |
| 2020.01.15.(수) | 2020.02.01.(토) 2020.02.08.(토) 2020.02.15.(토)                                                 | 베이스 | 이준현(단장)   | 드럼   | 고중원         | 퍼커션      | 류재형 |      |
| 2020.01.15.(수) | 2020.02.01.(토) 2020.02.08.(토) 2020.02.15.(토)                                                 | 기타   | 서창원, 허남진 | 건반   | 조상원, 윤정로 | 바이올린    | 이성은 |      |
| 2020.01.15.(수) | 2020.02.01.(토) 2020.02.08.(토) 2020.02.15.(토)                                                 | 트럼펫 | 류관중, 우경서 | 트럼본 | 차형재         | 테너 색소폰 | 반상우 |      |
| 2020.02.19.(수) | 2020.02.22.(토) 2020.02.29.(토) 2020.03.07.(토)                                                 | 베이스 | 이준현(단장)   | 드럼   | 고중원         | 퍼커션      | 류재형 |      |
| 2020.02.19.(수) | 2020.02.22.(토) 2020.02.29.(토) 2020.03.07.(토)                                                 | 기타   | 서창원, 허남진 | 건반   | 조상원, 윤정로 | 테너 색소폰 | 배성일 |      |
| 2020.02.19.(수) | 2020.04.11.(토) 2020.04.18.(토) 2020.04.25.(토)                                                 | 베이스 | 이준현(단장)   | 드럼   | 고중원         | 퍼커션      | 류재형 |      |
| 2020.02.19.(수) | 2020.04.11.(토) 2020.04.18.(토) 2020.04.25.(토)                                                 | 기타   | 서창원, 허남진 | 건반   | 조상원, 윤정로 | 바이올린    | 이성은 |      |
| 2020.02.19.(수) | 2020.04.11.(토) 2020.04.18.(토) 2020.04.25.(토)                                                 | 트럼펫 | 류관중, 우경서 | 트럼본 | 김일윤         | 테너 색소폰 | 배성일 |      |
| 2020.04.08.(수) | 2020.05.02.(토) 2020.05.09.(토) 2020.05.16.(토) 2020.05.23.(토) 2020.05.30.(토) 2020.06.06.(토) | 베이스 | 이준현(단장)   | 드럼   | 고중원         | 퍼커션      | 류재형 |      |
| 2020.04.08.(수) | 2020.05.02.(토) 2020.05.09.(토) 2020.05.16.(토) 2020.05.23.(토) 2020.05.30.(토) 2020.06.06.(토) | 기타   | 서창원, 허남진 | 건반   | 조상원, 윤정로 | 바이올린    | 이성은 |      |
| 2020.04.08.(수) | 2020.05.02.(토) 2020.05.09.(토) 2020.05.16.(토) 2020.05.23.(토) 2020.05.30.(토) 2020.06.06.(토) | 트럼펫 | 류관중, 우경서 | 트럼본 | 김일윤         | 테너 색소폰 | 배성일 |      |

### 참고사항
- 조경훈과 친구들은 현재는 악단장이 전경호로 변경됨에 따라 전경호 악단이 되었고, 지역MBC 12개사 공동제작 《MBC가요베스트》 전속 악단으로 활동 중이다.
- 김용환 팝스 오케스트라는 OBS 《베스트 스타 가요쇼》와 부산MBC 《가요열창》, OBS 《베스트 가요쇼》 전속 악단으로 활동한 적이 있었다.
- 하마 (HAMA) 밴드는 MBC강원영동 《웰빙! 노래세상》, G1방송 《열창! 가요 한마당》, 울산MBC 《숲속음악회》와 특집 《울산서머페스티벌》 전속 악단으로 활동한 적이 있었다.
- 신용진 밴드의 악단장은 2016년까지 KNN 《쑈! TV유랑극단》 전속 악단(맹주호 아트팝스)의 악단원으로 오랫동안 활동했다.
 베이스 기타 연주자는 현재도 KNN 《쑈! TV유랑극단》 전속 악단(맹주호 아트팝스)의 악단원으로 있으며 오랫동안 활동했다.
- 이준현과 TOP10 밴드의 건반 연주자 중 1명은, 지역MBC 12개사 공동제작 《MBC가요베스트》 전속 악단(전경호 악단)의 단원으로 오랫동안 활동 중이다.
- 전주방송 제작 시부터 이준현과 TOP10 밴드의 구성원이 기존 8인조에서 12인조로 4인이 추가되었다.
- 코로나19 확산으로 인해 2020년 2월 22일 방송분부터 3월 14일 방송분까지는 최소 인원으로 녹화를 진행한 관계로, 단원 12인 중 5인(바이올린, 트럼펫, 트럼본)을 줄여 7인으로 활동하였다.
- 2020년 8월 29일 방송분은 군산 임피역에서 '영텐과 함께하는 전통가요' 특집, 2020년 9월 5일 방송분은 군산 임피역에서 '주현미' 특집으로 녹화를 진행한 관계로, 단원 12인 중 6인(바이올린, 트럼펫, 퍼커션, 기타, 트럼본)을 줄여 6인으로 활동하였다.
- 2020년 9월 12일 방송분은 천안 입장 포도농원에서 특집으로 녹화를 진행한 관계로, 단원 12인 중 7인(바이올린, 트럼펫, 퍼커션, 기타, 트럼본, 색소폰)을 줄여 5인으로 활동하였다.

## 역대 전속 코러스
- 더 보이스 코러스 (2004년 4월 1일 ~ 2019년 6월 22일)
- WE 코러스 (2019년 7월 13일 ~ 현재)

| 녹화 날짜       | 방송 날짜                                                       | 이름                                 | 비고 |
| --------------- | --------------------------------------------------------------- | ------------------------------------ | ---- |
| 2019.06.26.(수) | 2019.07.13.(토) 2019.07.20.(토) 2019.07.27.(토) 2019.08.03.(토) | 김주영(단장), 권시아, 안지혜, 최보라 |      |
| 2019.07.12.(금) | 2019.08.10.(토) 2019.08.17.(토) 2019.08.24.(토)                 | 김주영(단장), 강해나, 이예원, 최보라 |      |
| 2019.08.18.(일) | 2019.08.31.(토) 2019.09.07.(토) 2019.09.14.(토)                 | 김주영(단장), 강해나, 안지혜, 최보라 |      |
| 2019.08.31.(토) | 2019.09.21.(토) 2019.09.28.(토)                                 | 김주영(단장), 안지혜, 조주연, 최보라 |      |
| 2019.09.15.(일) | 2019.10.05.(토) 2019.10.12.(토)                                 | 김주영(단장), 안지혜, 임현진, 최보라 |      |
| 2019.09.19.(목) | 2019.10.19.(토) 2019.10.26.(토) 2019.11.02.(토)                 | 김주영(단장), 강해나, 안지혜, 최보라 |      |
| 2019.10.13.(일) | 2019.11.09.(토)                                                 | 김주영(단장), 강해나, 안지혜, 최보라 |      |
| 2019.10.18.(금) | 2019.11.16.(토) 2019.11.23.(토)                                 | 김주영(단장), 강해나, 이예원, 최보라 |      |
| 2019.10.08.(화) | 2019.11.30.(토) 2019.12.07.(토) 2019.12.14.(토)                 | 김주영(단장), 강해나, 안지혜, 최보라 |      |
| 2019.11.13.(수) | 2019.12.21.(토) 2019.12.28.(토)                                 | 김주영(단장), 강해나, 이예원, 최보라 |      |

| 녹화 날짜       | 방송 날짜                                                                                       | 이름                                 | 비고 |
| --------------- | ----------------------------------------------------------------------------------------------- | ------------------------------------ | ---- |
| 2019.11.13.(수) | 2020.01.04.(토) 2020.01.11.(토)                                                                 | 김주영(단장), 강해나, 이예원, 최보라 |      |
| 2020.01.15.(수) | 2020.02.01.(토) 2020.02.08.(토) 2020.02.15.(토)                                                 | 김주영(단장), 강해나, 안지혜, 최보라 |      |
| 2020.02.19.(수) | 2020.04.11.(토) 2020.04.18.(토) 2020.04.25.(토)                                                 | 김주영(단장), 강해나, 안지혜, 최보라 |      |
| 2020.04.08.(수) | 2020.05.02.(토) 2020.05.09.(토) 2020.05.16.(토) 2020.05.23.(토) 2020.05.30.(토) 2020.06.06.(토) | 김주영(단장), 강해나, 안지혜, 최보라 |      |

### 참고사항
- 기존의 더 보이스 코러스가 팀명을 WE 코러스(단장 김주영)로 개칭하였다.
- 코로나19 확산으로 인해 2020년 2월 22일 방송분부터 3월 14일 방송분까지는 최소 인원으로 녹화를 진행한 관계로, 전속 코러스 없이 진행하였다.
- 2020년 8월 29일 방송분은 군산 임피역에서 '영텐과 함께하는 전통가요' 특집으로 녹화를 진행한 관계로, 전속 코러스 없이 진행하였다.
- 2020년 9월 5일 방송분은 군산 임피역에서 '주현미' 특집으로 녹화를 진행한 관계로, 전속 코러스 없이 진행하였다.
- 2020년 9월 12일 방송분은 천안 입장 포도농원에서 특집으로 녹화를 진행한 관계로, 전속 코러스 없이 진행하였다.

## 역대 전속 무용단
- 아츠 무용단 (2012년 12월 27일 ~ 2015년 5월)
- 이카루스 무용단 (2015년 6월 ~ 2017년 1월 28일)
- 메리트퍼펙 무용단 (2015년 2월 7일 ~ 2019년 6월 22일)
- KNN 부산경남방송 제작 당시 두 팀의 무용단을 운영했다. 초창기에는 아츠 / 메리트퍼펙 체제였으며, 추후 이카루스 / 메리트퍼펙 체제로 변경되었다.
- 아나이스 무용단 (2019년 7월 13일 ~ 현재)

| 녹화 날짜       | 방송 날짜                                                       | 이름                                                 | 비고 |
| --------------- | --------------------------------------------------------------- | ---------------------------------------------------- | ---- |
| 2019.06.26.(수) | 2019.07.13.(토) 2019.07.20.(토) 2019.07.27.(토) 2019.08.03.(토) | 박혜영(단장), 신서빈, 박지혜, 김은정, 김은비, 윤예진 |      |
| 2019.07.12.(금) | 2019.08.10.(토) 2019.08.17.(토) 2019.08.24.(토)                 | 박혜영(단장), 신서빈, 박지혜, 김은정, 김은비, 윤예진 |      |
| 2019.08.18.(일) | 2019.08.31.(토) 2019.09.07.(토) 2019.09.14.(토)                 | 박혜영(단장), 신서빈, 박지혜, 김은정, 김은비, 정소희 |      |
| 2019.08.31.(토) | 2019.09.21.(토) 2019.09.28.(토)                                 | 박혜영(단장), 신서빈, 박지혜, 김은정, 김은비, 정소희 |      |
| 2019.09.15.(일) | 2019.10.05.(토) 2019.10.12.(토)                                 | 박혜영(단장), 신서빈, 박지혜, 김은정, 김은비, 정소희 |      |
| 2019.09.19.(목) | 2019.10.19.(토) 2019.10.26.(토) 2019.11.02.(토)                 | 박혜영(단장), 신서빈, 박지혜, 김은정, 김은비, 정소희 |      |
| 2019.10.13.(일) | 2019.11.09.(토)                                                 | 박혜영(단장), 신서빈, 박지혜, 김은정, 정소희, 정혜연 |      |
| 2019.10.18.(금) | 2019.11.16.(토) 2019.11.23.(토)                                 | 박혜영(단장), 김은정, 정소희, 이가영, 홍진주, 채희빈 |      |
| 2019.10.08.(화) | 2019.11.30.(토) 2019.12.07.(토) 2019.12.14.(토)                 | 박혜영(단장), 신서빈, 박지혜, 김은정, 김은비, 정소희 |      |
| 2019.11.13.(수) | 2019.12.21.(토) 2019.12.28.(토)                                 | 박혜영(단장), 신서빈, 박지혜, 김은정, 김은비, 정소희 |      |

| 녹화 날짜       | 방송 날짜                                                                                       | 이름                                                 | 비고 |
| --------------- | ----------------------------------------------------------------------------------------------- | ---------------------------------------------------- | ---- |
| 2019.11.13.(수) | 2020.01.04.(토) 2020.01.11.(토)                                                                 | 박혜영(단장), 신서빈, 박지혜, 김은정, 김은비, 정소희 |      |
| 2020.01.15.(수) | 2020.02.01.(토) 2020.02.08.(토) 2020.02.15.(토)                                                 | 박혜영(단장), 신서빈, 박지혜, 김은정, 김은비, 정소희 |      |
| 2020.02.19.(수) | 2020.04.11.(토) 2020.04.18.(토) 2020.04.25.(토)                                                 | 박혜영(단장), 신서빈, 박지혜, 김은정, 김은비, 정소희 |      |
| 2020.04.08.(수) | 2020.05.02.(토) 2020.05.09.(토) 2020.05.16.(토) 2020.05.23.(토) 2020.05.30.(토) 2020.06.06.(토) | 박혜영(단장), 신서빈, 박지혜, 김은정, 김은비, 정소희 |      |

### 참고사항
- 코로나19 확산으로 인해 2020년 2월 22일 방송분부터 3월 14일 방송분까지는 최소 인원으로 녹화를 진행한 관계로, 전속 무용단 없이 진행하였다.
- 2020년 8월 29일 방송분은 군산 임피역에서 '영텐과 함께하는 전통가요' 특집으로 녹화를 진행한 관계로, 전속 무용단 없이 진행하였다.
- 2020년 9월 5일 방송분은 군산 임피역에서 '주현미' 특집으로 녹화를 진행한 관계로, 전속 무용단 없이 진행하였다.
- 2020년 9월 12일 방송분은 천안 입장 포도농원에서 특집으로 녹화를 진행한 관계로, 전속 무용단 없이 진행하였다.

## JTV 전주방송 녹화
- JTV 전주방송에서 제작하는 전국 TOP10 가요쇼 티켓은 기존에 제작했던 방송사들과는 달리 티켓링크 홈페이지를 통한 인터넷 예매로 진행되고, 우편 수령 및 전화 예약은 불가능하다.
- 인터넷으로 예매하여 당일 티켓 수령 시 본인의 이름, 연락처 확인 후 수령 가능하며, 공연 시작 20분 전까지 미수령된 티켓은 자동 취소되어 현장 대기자에게 배부되며, 현장에서는 공연 당일 공연장 로비에서 공연 1시간 전부터 선착순으로 배부한다.
(1회: 오후 1시부터 / 2회: 오후 6시부터)
- 내용은 티켓링크(http://www.ticketlink.co.kr/product/28584)를%5B깨진+링크(과거+내용+찾기)%5D 참고하였다.
- 전석 무료로 진행되며, 지정좌석제로 지정된 좌석 이외의 다른 좌석으로 이동할 수 없고, 만 7세 미만 입장이 불가하고, 반드시 1인 1티켓을 소지해야 하며, 티켓 미소지자는 공연장 입장이 불가하고, 방송 녹화를 위하여 2회로 진행되며, 1회와 2회의 공연 시간 및 출연진 구성이 다르다.
- 방송 녹화 공연으로, 공연 관람객은 방송 프로그램에 노출될 수 있고, 방송 녹화 촬영으로 인해 공연 관람객의 시야 확보에 영향을 줄 수 있는 좌석이 있다. 또한, 사진 및 동영상 촬영 또는 녹음이 금지되며, 적발 시 자료 삭제, 반복 시 강제 퇴장된다.
- 문의 : ㈜전주방송: 1544-7564 / 군산시 문화예술과: 063-454-3282

- 2020년 6월 28일(일) 녹화는 코로나19로 공연장 내에 좌석 한 칸 띄어앉기로 인해 티켓링크에서 진행되는 온라인 사전 예약자만 공연장 출입이 가능하며, 1인 1석만 예매가 가능하고, 미수령 티켓을 현장에서 배부하지 않고, 공연장 내에서는 마스크를 착용해야 하며 문진표 및 이용자 명부 작성 등의 관람을 위한 준비사항에 협조해야 한다고 기재되어 있었다.
- 2020년 7월 15일(수) 녹화와 2020년 8월 19일(수) 녹화는 1인 2석 예매가 가능했으며, 코로나19의 확산세가 전국적, 산발적으로 발생하여 가급적 군산시 거주자 분들께서 관람해주시기를 당부드린다는 문구가 기재되어 있었으나, 군산시 코로나19 확진자 발생으로 인해 무관객 녹화로 변경되었다.

| 기수 | 멤버                                                                         | 활동 기간                 | 비고                                                                                            |
| ---- | ---------------------------------------------------------------------------- | ------------------------- | ----------------------------------------------------------------------------------------------- |
| 1기  | 김소유, 소유찬, 영탁, 윤수현, 임영웅, 정해진, 진달래, 진해성, 한여름, 최현상 | 2019.07.13. ~ 2020.01.11. | 김소유는 2019.09.21.부터 활동                                                                   |
| 2기  | 강혜연, 김중연, 김태욱, 남승민, 마이진, 박민주, 안성훈, 이도진, 이채윤, 해수 | 2020.07.11. ~ 2021.09.25. | 해수는 2020.08.29.부터 활동 이채윤은 2020.09.19.부터 활동 김중연, 남승민은 2021.02.13.부터 활동 |

- 2019.6.26.(수) 녹화: 2019.6.10.(월) 오전 10시 오픈 / 2019.6.18.(화) 오후 4시까지 예매 가능 - 오픈 당일 매진 (링크 : http://www.ticketlink.co.kr/product/28584)
- 2019.7.12.(금) 녹화: 2019.7.1.(월) 오전 10시 오픈 / 2019.7.7.(일) 오후 4시까지 예매 가능 - 오픈 당일 매진 (링크 : http://www.ticketlink.co.kr/product/28864)
- 2019.8.18.(일) 녹화: 2019.8.1.(목) 오전 10시 오픈 / 2019.8.5.(월) 오후 4시까지 예매 가능 - 오픈 당일 매진 (링크 : http://www.ticketlink.co.kr/product/29566)
- 2019.9.19.(목) 녹화: 2019.9.2.(월) 오전 10시 오픈 / 2019.9.6.(금) 오후 4시까지 예매 가능 - 오픈 당일 매진 (링크 : http://www.ticketlink.co.kr/product/29949)
- 2019.10.8.(화) 녹화: 2019.9.25.(수) 오전 10시 오픈 / 2019.9.29.(일) 오후 4시까지 예매 가능 - 오픈 당일 매진 (링크 : http://www.ticketlink.co.kr/product/30215)
- 2019.11.13.(수) 녹화: 2019.10.30.(수) 오전 10시 오픈 / 2019.11.3.(일) 오후 4시까지 예매 가능 - 오픈 당일 매진 (링크 : http://www.ticketlink.co.kr/product/30784)

- 2020.1.15.(수) 녹화: 2020.1.6.(월) 오전 10시 오픈 / 2020.1.8.(수) 오후 4시까지 예매 가능 - 예매 마감 (링크 : http://www.ticketlink.co.kr/product/31778)
- 2020.2.6.(목) 녹화: 2020.1.21.(화) 오후 2시 초대 교환권 배부(익산 예술의전당, 솜리 문화예술회관, 시립도서관, 신동 행정복지센터)가 예정되어 있었으나, 코로나19 확산으로 인해 취소되었다.
- 2020.6.28.(일) 녹화: 2020.6.17.(수) 오전 10시 오픈 / 2020.6.19.(금) 오후 4시까지 예매 가능 - 예매 마감 (링크 : http://www.ticketlink.co.kr/product/32479)
- 2020.7.15.(수) 녹화: 2020.7.3.(금) 오전 10시 오픈 / 2020.7.5.(일) 오후 4시까지 예매 가능 - 예매 마감 (링크 : http://www.ticketlink.co.kr/product/32569)
- 2020.8.19.(수) 녹화: 2020.8.6.(목) 오전 10시 오픈 / 2020.8.9.(일) 오후 4시까지 예매 가능 - 예매 마감 (링크 : http://www.ticketlink.co.kr/product/32815)
- 2020.10.15.(목) 녹화: 익산 예술의전당 홈페이지를 통해 예매가 진행되었다.
- 2020.10.30.(금) 녹화: 2020.10.19.(월) 오전 10시 오픈 / 2020.10.21.(수) 오후 4시까지 예매 가능 - (링크 : http://www.ticketlink.co.kr/product/33225

## 채널별 방송 안내
- 정렬 순서는 방송 시간 순서이고, 지역 순서는 방송사 알파벳 순서이다.

| 방송 채널        | 방송 지역                          | 방송 요일 및 시간                          | 방송 분량  |
| ---------------- | ---------------------------------- | ------------------------------------------ | ---------- |
| CJB              | 충북                               | 매주 토요일 오전 10시 50분 ~ 오후 12시     | 1시간 10분 |
| JIBS JTV kbc ubc | 제주 전주/전북 광주/전남 울산      | 매주 토요일 오전 10시 55분 ~ 오후 12시     | 1시간 5분  |
| KNN TBC TJB      | 부산/경남 대구/경북 대전/세종/충남 | 매주 토요일 오전 11시 ~ 오후 12시          | 1시간      |
| G1방송           | 강원                               | 매주 토요일 오전 11시 ~ 오후 12시 10분     | 1시간 10분 |
| 9colors          | 전국                               | 매주 월요일 ~ 일요일 오전 10시 ~ 오전 11시 | 1시간      |

## 방송 다시보기[10]
| 방송 채널    | 링크                                                               | 비고                             |
| ------------ | ------------------------------------------------------------------ | -------------------------------- |
| CJB 청주방송 | https://www.cjb.co.kr/home/sub.php?menukey=519                     |                                  |
| JTV 전주방송 | https://www.youtube.com/channel/UCuxvq9YHoP-0zmwkTMglygQ           | JTV 트로트 채널                  |
| ubc 울산방송 | http://web.ubc.co.kr/wp/archives/category/tv/top10                 |                                  |
| KNN          | https://www.knn.co.kr/tv/top10show/vods/144                        |                                  |
| G1방송       | http://www.g1tv.co.kr/program/index.php?PGM_ID=E000000003&code=vod |                                  |
| kbc 광주방송 | https://tv.naver.com/kbcmusic                                      | [ 깨진 링크 ( 과거 내용 찾기 ) ] |
| TJB 대전방송 | http://www.tjb.co.kr/sub0401/vod/view/type/1/kind/21               |                                  |

## 경쟁 프로그램
- MBC가요베스트